# Dalechampia albibracteosa
Dalechampia albibracteosa là một loài thực vật có hoa trong họ Đại kích. Loài này được Rusby mô tả khoa học đầu tiên năm 1927.